# خانه کاوه
خانه کاوه  مربوط به دوره قاجار است و در تبریز، خیابان چایکنار، روبروی کلینیک چشم پزشکی مهر واقع شده و این اثر در تاریخ ۱۰ دی ۱۳۸۱ با شمارهٔ ثبت ۶۸۶۴ به‌عنوان یکی از آثار ملی ایران به ثبت رسیده است.